# بخش مرکزی شهرستان رشتخوار
بخش مرکزی شهرستان رشتخوار یکی از بخش‌های شهرستان رشتخوار در استان خراسان رضوی در ایران است.

## جمعیت
براساس سرشماری مرکز آمار ایران در سال ۱۳۸۵، جمعیت آن ۴۲٫۶۲۱ نفر (۱۰٫۲۲۱ خانوار) بوده‌است.

## تقسیمات کشوری
- بخش مرکزی شهرستان رشتخوار
  - دهستان آستانه
  - دهستان رشتخوار

شهرها: رشتخوار